# 라잔 자말
라잔 잠말(아랍어: رزان جمال, 영어: Razane Jammal, 1987년 8월 7일 ~ )은 레바논의 배우이다.